# Lit à colonnes
Ne pas confondre avec le lit à baldaquin dont le ciel est fixé au mur en porte-à-faux.

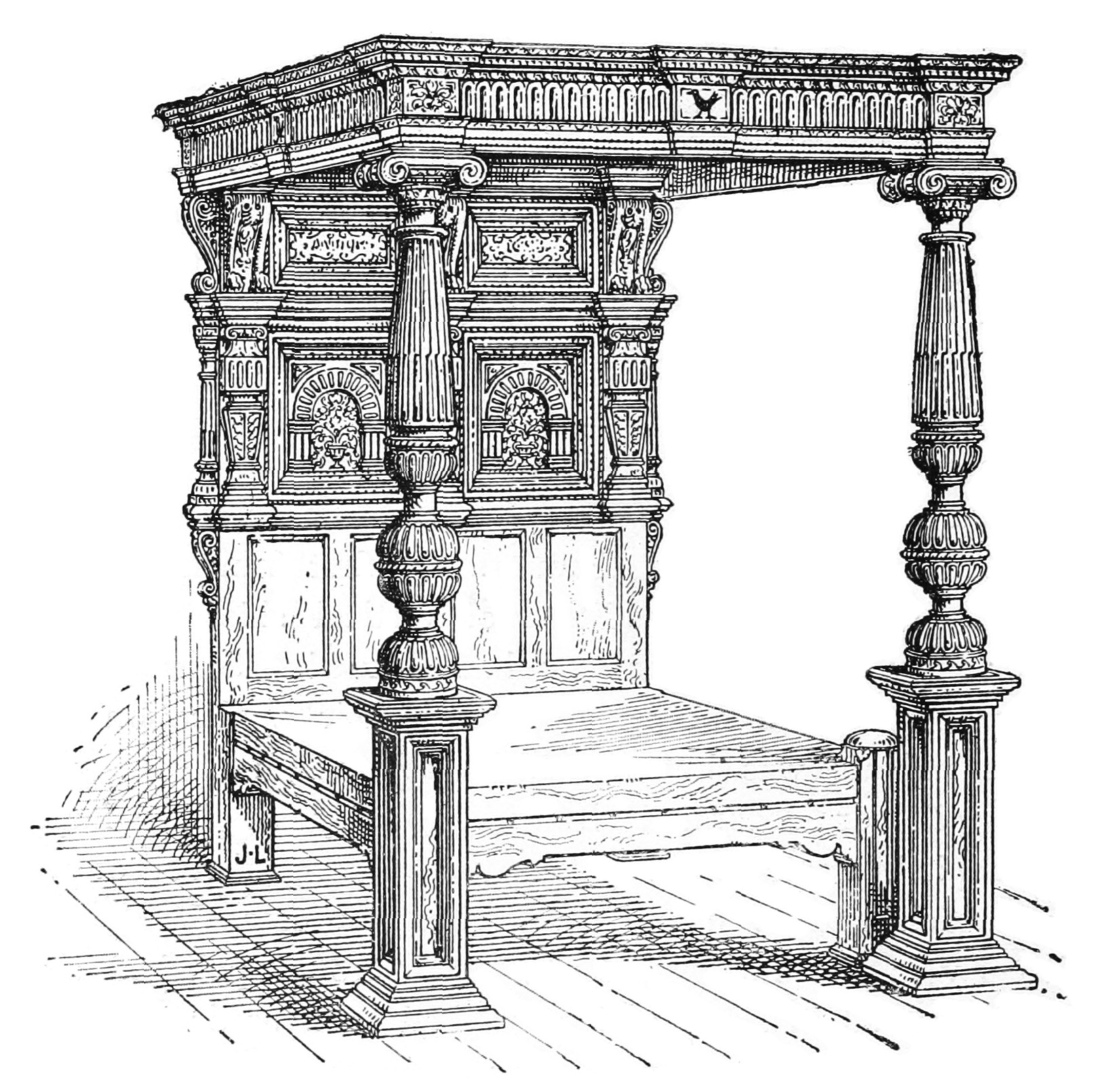
Bois de lit dégarni d'un lit à colonnes (XVIe siècle) d'époque élisabétaine, Angleterre.

Un lit à colonnes ou lit à quenouilles (ou lit à courtines) est une forme de lit. Cette pièce d'ameublement est constituée d'un châlit rectangulaire surmonté d'un panneau ou « ciel de lit » de même dimension que la couchette, soutenu par des colonnes de bois sculpté ou par des quenouilles de bois tourné gainées de tissu, placées à chacun des quatre angles du cadre de lit.
Beaucoup de ces lits étaient fabriqués en chêne et très décorés.
Habituellement, la fonction du « ciel » élevé au-dessus de la « couche » est de supporter des rideaux protégeant ses occupants des courants d'air. À l'époque moderne, cette fonction devenue inutile, ces meubles n'ont plus été fabriqués en raison de leur coût. Ils subsistent comme symboles de la tradition et du luxe passé.
Le lit d'Antoine de Lorraine et de son épouse Renée de Bourbon-Montpensier — en réalité un « châlit » — qui pourrait avoir été exécuté pour leur mariage en 1515, est en France un « exemple unique de lit d'apparat du XVIe siècle parvenu à nos jours ». Redécouvert vers 1826 au château de Vaudrémont où il avait été signalé en 1524, il est transporté à Nancy vers 1837, puis acheté par l'État pour le garde-meuble de la Couronne (actuel Mobilier national). Après une restauration, avec apport de quelques parties manquantes, notamment la partie supérieure des colonnes, le lit est déposé, en 1872, à l'ancien palais ducal de Nancy (transformé en musée). Monté en lit à colonnes au XIXe siècle et plus récemment garni de courtines, il est exposé au musée national de la Renaissance à Écouen (prêt du Musée lorrain de Nancy).

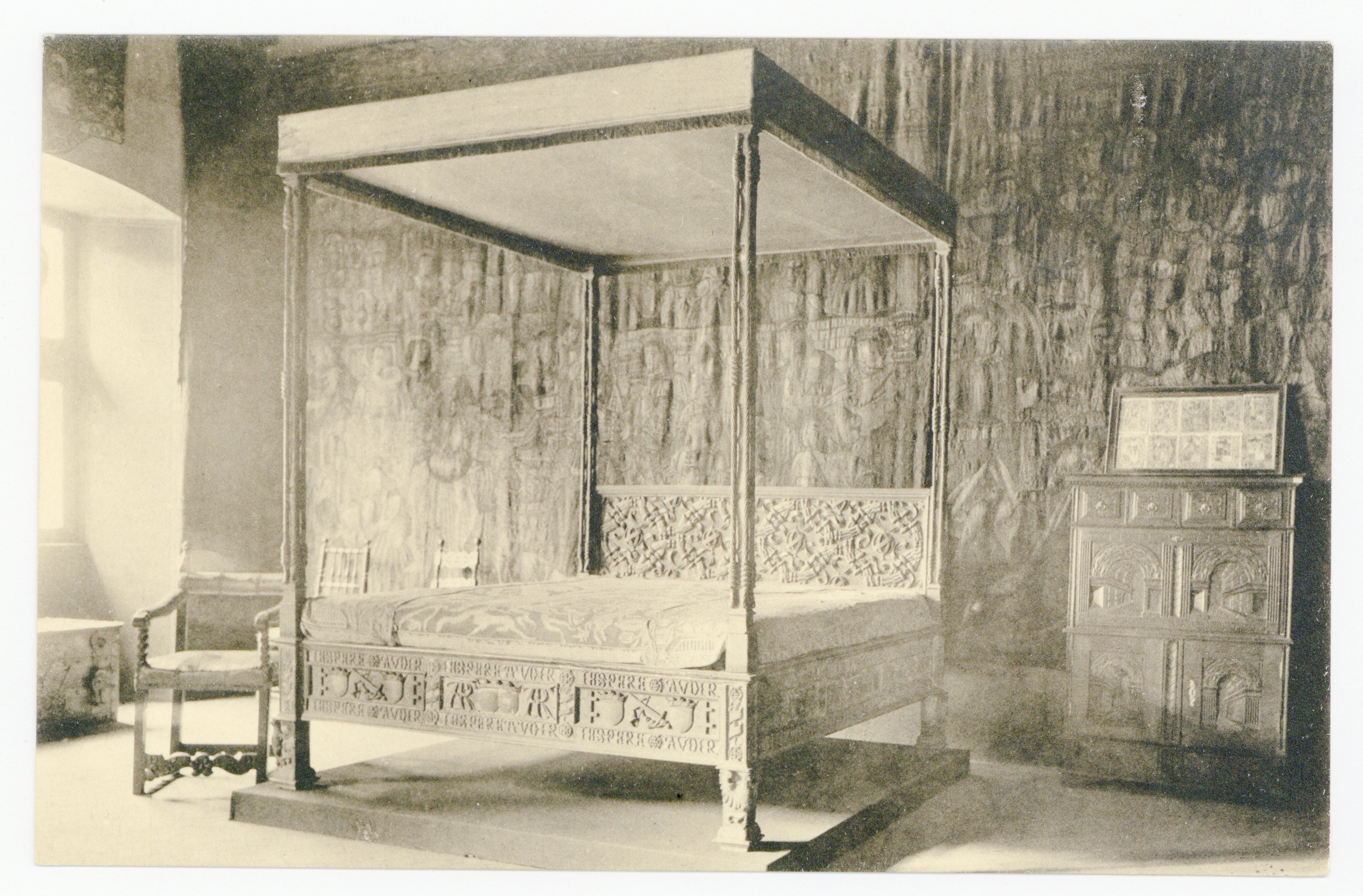
Lit d'Antoine de Lorraine, bois de lit sculpté, peint et doré, XVIe siècle, Mobilier national, déposé au Musée lorrain, à Nancy. Carte postale du premier tiers du XXe siècle.
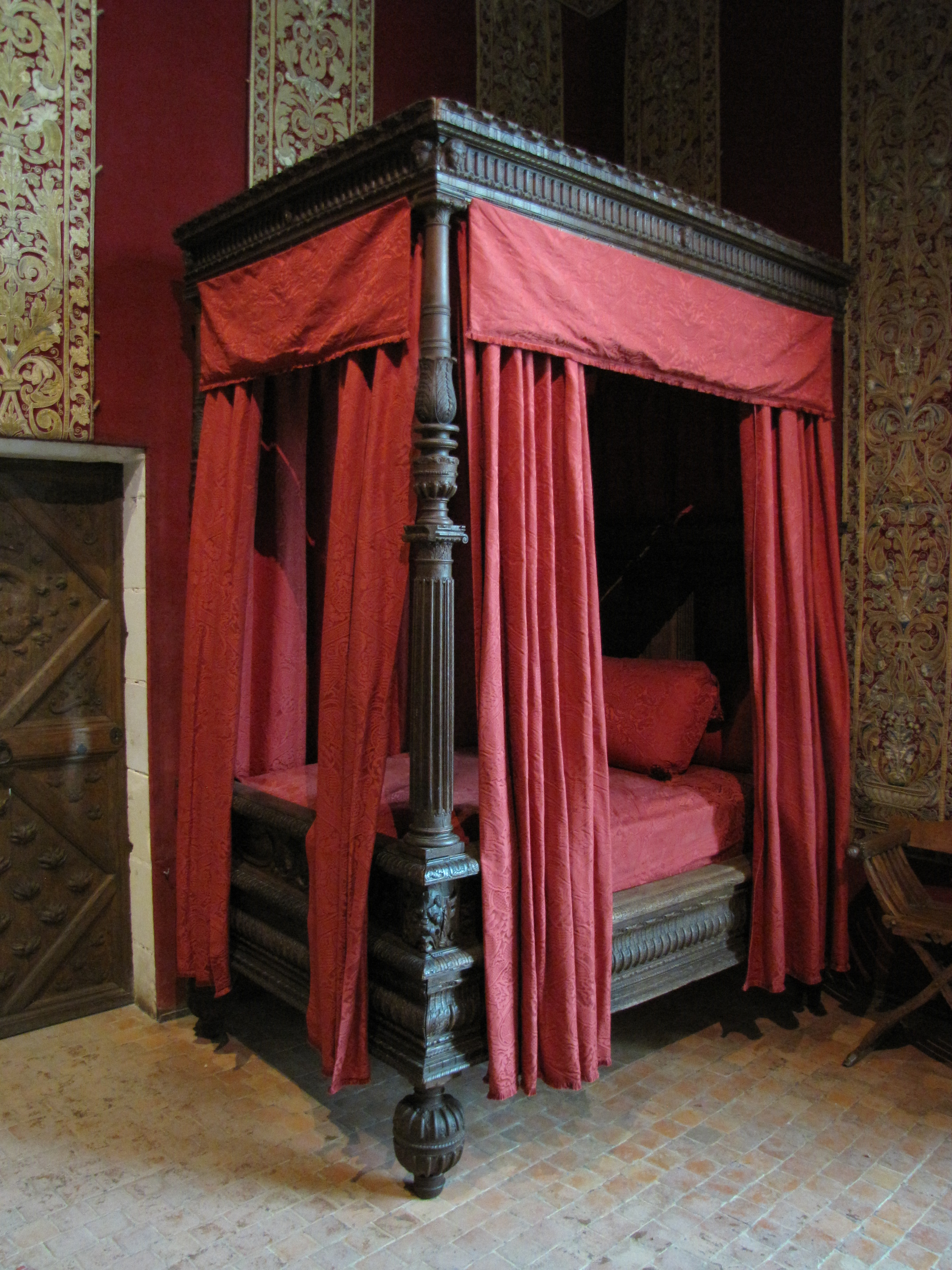
Lit d'angle à chevet et quenouilles, avec baldaquin, v. 1540-1550, château de Chambord.
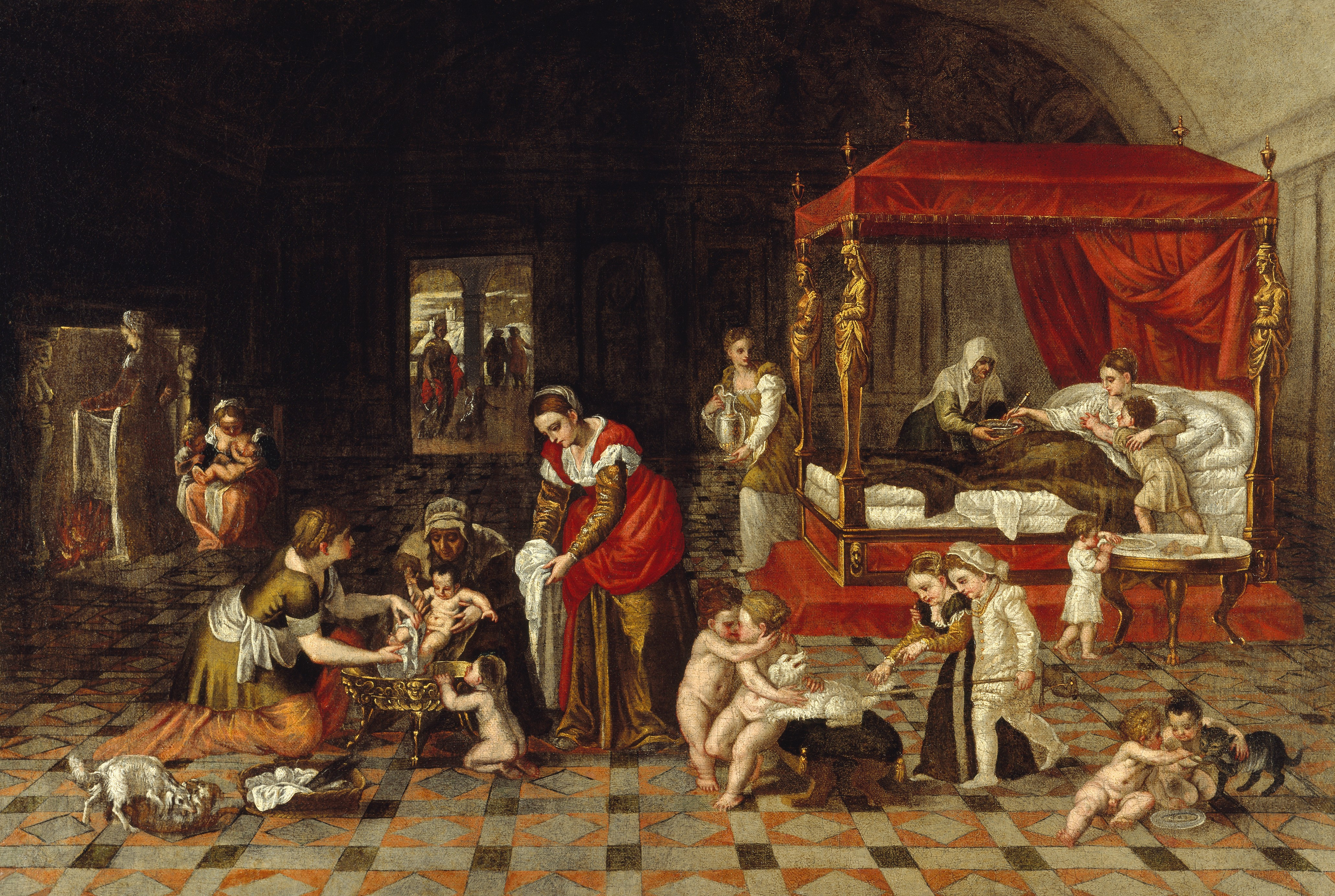
Lit à colonnes garni de rideaux (relevés) dans La naissance de Saint Jean-Baptiste, copie d'après l'œuvre attribuée à Lambert Sustris (1515-1584?) conservée au Musée Saint-Loup à Troyes[4].
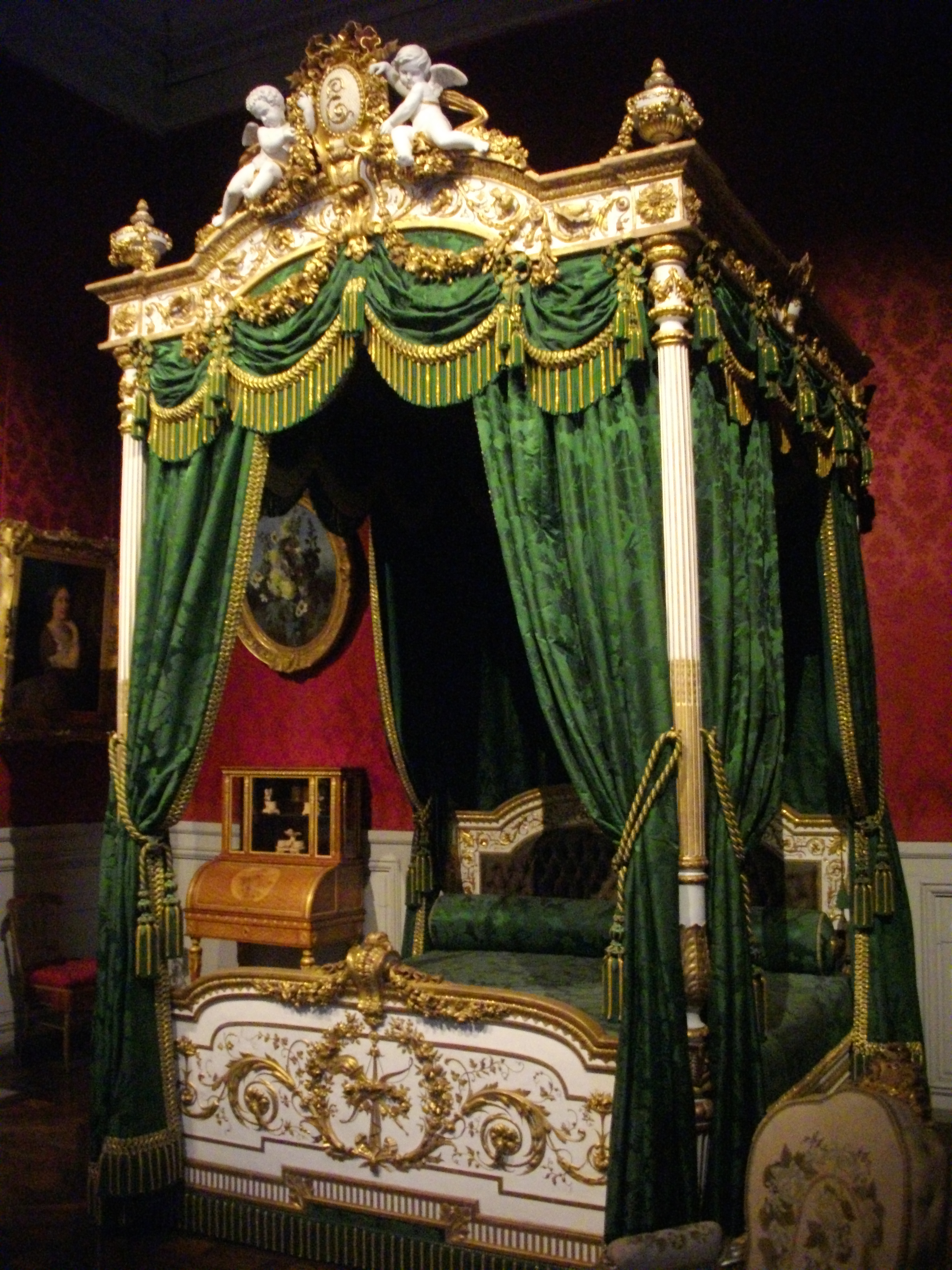
Lit à colonnes, bois de lit sculpté, peint et doré, XIXe siècle, chambre de l'Impératrice Eugénie, château de Compiègne.